# Zamach na rue Copernic w Paryżu
Zamach na rue Copernic w Paryżu – antysemicki atak na synagogę przy rue Copernic (Kopernika) w XVI okręgu paryskim w dniu 3 października 1980 roku. Jego ofiarą padły cztery osoby zabite oraz 20 rannych. Do tej pory nie wyjaśniono, kto był organizatorem ataku.

## Opis
Zamach miał miejsce w piątek wieczorem, 3 października 1980, w dniu żydowskiego święta Sim'Hat Tora, gromadzącego większą niż przeciętnie liczbę wiernych. Organizatorzy ataku umieścili bombę w bagażniku motocykla zaparkowanego przed budynkiem. Ładunek wybuchł w czasie, gdy Żydzi zaczęli wychodzić z budynku, dosięgając zarówno wychodzących wiernych, jak i przypadkowych przechodniów.
Następnego dnia na miejscu wydarzeń miała miejsce wielotysięczna manifestacja, która przeszła następnie Polami Elizejskimi. 7 października 1980 deputowani wszystkich partii politycznych reprezentowanych w parlamencie wzięli udział w drugim marszu protestu, jaki zebrał się na Placu Narodu i Placu Republiki. Skandal medialny wywołało jedynie oświadczenie premiera Raymonda Barre'a, który 3 października powiedział, iż „ten odrażający zamach miał uderzyć w Izraelitów udających się do synagogi, a uderzył w niewinnych Francuzów przechodzących przez ulicę”, co odnosiło się do faktu, że spośród czterech ofiar śmiertelnych tylko jedna była Żydówką. Barre twierdził, że swoją wypowiedzią nie miał zamiaru obrazić Żydów-obywateli Francji.
Na podstawie zeznań świadków policja francuska sporządziła portret pamięciowy człowieka, który zaparkował motocykl przed synagogą, ustalono również, że pojazd ten został wypożyczony na nazwisko Aleksandra Panadriyu, obywatela Cypru. Dopiero w 2008, po śledztwie przeprowadzonych przez sędziego Marca Trevidika policja kanadyjska zatrzymała podejrzanego o dokonanie ataku – Hassana Diaba, Palestyńczyka z podwójnym obywatelstwem kanadyjskim i libańskim, wykładowcę socjologii. W listopadzie 2008 zaczął się jego proces w Paryżu. Diab jest również podejrzewany o udział w zamachu bombowym w Antwerpii w tym samym roku, co atak na synagogę przy rue Copernic; nie przyznaje się do stawianych mu zarzutów.
Atak na synagogę przy rue Copernic w Paryżu jest łączony z podobnymi aktami antysemityzmu: atakiem w Antwerpii w roku 1981 i atakiem na synagogę w Wiedniu w tym samym roku. Obydwa były dziełem Ludowego Frontu Wyzwolenia Palestyny, z którym był związany Diab.
Na fasadzie synagogi znajduje się dziś tablica upamiętniająca zabitych w zamachu.